# 北旺托 (紐約州)
北旺托（英語：North Wantagh）是位於美國紐約州拿騷縣的普查規定居民點。

## 人口
根據2020年美國人口普查的數據，北旺托的面積為4.95平方千米，當中陸地面積為4.93平方千米，而水域面積為0.02平方千米。當地共有人口11931人，而人口密度為每平方千米2,410.3人。